# Ernest Airlines
Ernest Airlines – włoskie tanie linie lotnicze z siedzibą w Mediolanie i bazą na lotnisku Mediolan-Malpensa. Oferują niskokosztowe połączenia na 20 trasach.
W dniu 29 grudnia 2019 włoski Urząd Lotnictwa Cywilnego poinformował, że 13 stycznia 2020 zawiesi certyfikat przewoźnika lotniczego Ernest Airlines z powodu niewystarczających rezerw finansowych. Linia zaprzestała wykonywania wszystkich operacji lotniczych 11 stycznia 2020.

## Flota
W lipcu 2019 r. Ernest Airlines posiadały 4 samoloty. Średni wiek floty wynosi 11 lat.
| Typ         | Ilość | Zamówiono | Uwagi |
| ----------- | ----- | --------- | ----- |
| Airbus A320 | 3     | –         |       |
| Airbus A319 | 1     | –         |       |